# واپاشی القایی آزاد

FID در یک NMR مجهز به شیم‌گذاری کامل

واپاشی القایی آزاد (به انگلیسی: free induction decay (FID))، سیگنال تشدید مغناطیسی هسته‌ای (NMR) قابل مشاهده‌ای است که توسط مغناطش اسپین هسته‌ای غیرتعادلی که حول میدان مغناطیسی (معمولاً در امتداد z) حرکت می‌کند، تولید می‌شود. این مغناطش غیرتعادلی را می‌توان عموماً با اعمال پالسی با فرکانس رادیویی نزدیک به فرکانس لارمور اسپین‌های هسته‌ای ایجاد کرد.